# Ignacy Żabnieński
Ignacy Żabnieński vel Chołota (ur. 30 czerwca 1884, zm. 1940?) – major piechoty Wojska Polskiego.

## Życiorys
Był synem Macieja . Ukończył studia na Uniwersytecie Jagiellońskim  oraz odbył jednoroczną ochotniczą służbę wojskową w c. i k. Armii. Posiadał przydział w rezerwie do Galicyjskiego Pułku Piechoty Nr 57 w Tarnowie. Awansował na kolejne stopnie w korpusie oficerów rezerwy piechoty: kadeta (starszeństwo z 1 stycznia 1911), podporucznika (starszeństwo z 1 listopada 1915) i porucznika (starszeństwo z 1 lutego 1918).
Został przyjęty do Wojska Polskiego. 15 lipca 1920 został zatwierdzony z dniem 1 kwietnia 1920 w stopniu majora, w piechocie, w grupie oficerów byłej armii austro-węgierskiej. Służył w 47 Pułku Piechoty Strzelców Kresowych, który 10 października 1921 został przemianowany na 6 Pułk Strzelców Podhalańskich. 3 maja 1922 został zweryfikowany w stopniu majora ze starszeństwem z 1 czerwca 1919 i 204. lokatą w korpusie oficerów piechoty. W latach 1922–1923 był komendantem kadry batalionu zapasowego, w 1924 kwatermistrzem, a w 1925 dowódcą I batalionu. W maju 1927 został ponownie przesunięty na stanowisko kwatermistrza. W kwietniu 1928 został przeniesiony do 25 Pułku Piechoty w Piotrkowie na stanowisko dowódcy III batalionu. W marcu 1929 został zwolniony z zajmowanego stanowiska i oddany do dyspozycji dowódcy Okręgu Korpusu Nr IV, a z dniem 31 sierpnia tego roku przeniesiony w stan spoczynku. W 1934, jako oficer stanu spoczynku pozostawał w ewidencji Powiatowej Komendy Uzupełnień Stryj. Posiadał przydział do Oficerskiej Kadry Okręgowej Nr VI. Był wówczas „w dyspozycji dowódcy Okręgu Korpusu Nr VI”.
Mieszkał w Stryju, gdzie był prezesem miejscowej Ligi katolickiej.
W 1940 został aresztowany przez NKWD Zachodniej Ukrainy .

## Ordery i odznaczenia
- Złoty Krzyż Zasługi Cywilnej z koroną na wstążce Medalu Waleczności (Austro-Węgry)[6]